# Олёкминский
Олёкминский (якут. Өлүөхүмэ) — село в Олёкминском районе Республики Саха (Якутия) России. Административный центр и единственный населённый пункт Олёкминского наслега.

## География
Село находится в юго-западной части Якутии, в пределах левобережной части долины реки Лена, на правом берегу реки Большая Черепаниха, на расстоянии примерно 9 км (по прямой) к западу-северо-западу (WNW) от города Олёкминск, административного центра района. Абсолютная высота — 169 м над уровнем моря.
Климат
Климат характеризуется как резко континентальный. Средняя температура воздуха самого тёплого месяца (июля) составляет 18 °C; самого холодного (января) — −30 − −35 °C. Среднегодовое количество атмосферных осадков составляет 200—300 мм.

## Население
| 1989 | 2002 | 2010  | 2012  | 2013 | 2014 | 2015 |
| ---- | ---- | ----- | ----- | ---- | ---- | ---- |
| 1000 | ↘974 | ↗1027 | ↘1012 | ↘995 | ↘991 | ↗997 |
| 2016 | 2017 | 2018  | 2019  | 2020 | 2021 |      |
| ↘971 | ↘969 | ↘948  | ↘924  | ↘919 | ↗936 |      |

Половой состав
По данным Всероссийской переписи населения 2010 года в гендерной структуре населения мужчины составляли 47,3 %, женщины — соответственно 52,7 %.
Национальный состав
Согласно результатам переписи 2002 года, в национальной структуре населения русские составляли 48 %, якуты — 47 %.

## Улицы
| - ул. Клубная, - ул. Майская, - ул. Молодёжная, - ул. Набережная, | - ул. Нагорная, - ул. Советская, - ул. Хорлинская, - ул. Центральная, | - пер. Нагорный 1-й, - пер. Озёрный 1-й, - пер. Озёрный, - пер. Хорлинский. |